# Concerto pour orchestre de Tippett
Pour les articles homonymes, voir Concerto pour orchestre.
Le Concerto pour orchestre est une pièce orchestrale de Michael Tippett. Dédié à Benjamin Britten et composé en 1963 il se réfère par sa composition instrumentale au concerto grosso baroque.

## Analyse de l'œuvre
1. Allegro : juxtaposition de motifs musicaux avec les vents, percussion et le piano
2. Lento : ample mélodie  pour cordes, piano et harpe
3. Allegro molto : rondo final avec un thème rythmique à la trompette

- Durée d'exécution : trente minutes

## Instrumentation
L'effectif instrumental est constitué des cordes et du reste de l'orchestre divisé en trois groupes subdivisés en sous-groupes. Le 1er groupe se compose de : 1/flûte et harpe, 2/tuba et piano, 3/ trois cors, le deuxième groupe : 1/timbales et piano, 2/hautbois, cor anglais, basson, contrebasson, 3/trombones et percussion, le troisième groupe : 1/xylophone, piano, 2/clarinette, clarinette basse, 3/trompettes, caisse claire.